# Велике князівство Литовське (енциклопедія)
Велике князівство Литовське, енциклопедія (біл. Вялікае княства Літоўскае, энцыклапедыя; ЭВКЛ, ЭнцВКЛ) — фундаментальна тритомна енциклопедія білоруською мовою, присвячена історії та культурі Великого Князівства Литовського.

## Авторство
У створенні енциклопедії брали участь учені Інституту історії та Інституту мистецтвознавства, етнографії і фольклору Академії наук Білорусі, а також ВНЗ країни. Крім білоруських авторів, над енциклопедією працювали литовські, польські та російські вчені.

## Зміст
Енциклопедичні статті наводяться в алфавітному порядку і містять інформацію про найзначиміші події історії Великого князівства Литовського, а також про правові акти, центральних і місцевих органів управління держави. Велика увага приділяється державним, релігійним та культурним діячам, а також представникам найвизначніших князівських і шляхетських родів, широко висвітлюється фінансова і грошова політика. Значна частина статей присвячена пам'яткам архітектури, а також найзначущим друкованим та рукописним книгам, періодичним виданням. Енциклопедія також містить біографії дослідників XIX–XX століть, які зробили вагомий внесок у вивчення історії та культури Великого князівства Литовського. Видання барвисто ілюстровано фотографіями, малюнками, картами й планами.

## Оцінки
Білоруський історик Олександр Кравцевич позитивно оцінив факт виходу цієї енциклопедії та охарактеризував її як «великий прорив у дослідженні Великого князівства Литовського, держави, яка створила білоруський народ». Водночас дослідник критикує подачу початкової історії Великого князівства Литовського з позиції так званої «концепції В'ячеслава Носевича», яку він вважає недостатньо аргументованою і заснованою на литовській історіографії. Також історик критикує, на його погляд, занадто нейтральні статті про діячів, яких він вважає «однозначно негативними в білоруської історії» (наприклад, статтю про Олександра Суворова). Також О. Кравцевич звертає увагу на деяку неточність викладання фактів.